# Нии (язык)
Нии (Nii, другие названия — Ek Nii) — язык Папуа — Новой Гвинеи, относится к трансновогвинейской макросемье (крупнейшей среди папуасских). На языке говорит около 12 тысяч человек в районе Хаген провинции Уэстерн-Хайлендс.

## Генеалогическая и ареальная информация
Язык нии входит в состав семьи Чимбу-Ваги, в группу языков Ваги. Ближайшими родственниками являются языки ваги и северный ваги. Носители языка занимают территорию долины Ваги, от деревни Куджип (на востоке) и до реки Туман (на западе). Наиболее крупные населенные пункты: Банз, Кенджимамб, Вапи-Ека, Комбой, Коминамб, Дарамб и Менджпии.

## Социолингвистическая информация
На языке нии говорит около 12000 человек. В основном, носители живут в небольших деревнях, разбросанных по долине Ваги. Большинство людей также владеет английским языком.

## Типологические характеристики

### Тип выражения грамматических значений и характер границы между морфемами
Нии является синтетическим языком флективного типа. Морфемы чаще всего характеризуются кумулятивным выражением нескольких грамматических значений. Границы морфем практически всегда однозначны, однако в некоторых случаях имеют место элементы частичной фузии.
nu-mbui
eat-1SG.FUT
Я буду есть
po-amin-wa
go-1PL.FUT-HORT
Пойдем-те

### Тип маркирования в именной группе и в предикации
- В предикации: вершинное маркирование.

Wu eii kung to-num
Man this pig hit-3SG.PRS
Человек ударяет свинью
- В именной группе при посессивных конструкциях представлено как вершинное, так и нулевое маркирование (в зависимости от типа существительного):

Onum ambɬ-am
Onum daughter-3SG.POSS
Дочь Онума
na ngii
I house
Мой дом

### Базовый порядок слов
Базовый порядок слов в предложении — SOV:
- Eii ngii eiim tek-mba

He house his build-3SG.FUT
Он построит свой дом
- Kung eii aka nu-m

pig this potato eat-3SG.PST
Свинья съела эту картошку

### Тип ролевой кодировки
Нии относится к языкам номинативного типа. Предложения с переходными и непереходными глаголами кодируются одинаково, основным средством различения синтаксических ролей является порядок слов. В языке нии не противопоставляются статичный и активный член предложения.
- Nim wu tu-njii?

You man hit-2SG.FUT
Ты ударишь мужчину?
- Wu nim tu-mba

Man you hit-3SG.FUT
Мужчина тебя ударит
- Wu orpe-ɬum

Man sleep-3SG.FUT
Мужчина будет спать

## Фонетика и фонология

### Гласные
Система гласных языка нии насчитывает 6 фонем:
|                | Передний ряд | Средний ряд | Задний ряд |
| -------------- | ------------ | ----------- | ---------- |
| Верхний подъём | i            | ɨ           | u          |
| Средний подъём | ɛ            |             | o          |
| Нижний подъём  |              | ɑ           |            |

Гласные могут занимать любую позицию. Исключение составляют фонемы i, ɨ, u, которые не могут стоять в начале слова.

### Дифтонги
В нии насчитывается 6 дифтонгов:
ɛi — /ɛi/ — «вверх»
ɛɨ — /ɛɨ/ — «он/она/оно»
ɑi — /kɑimb/ — «извините»
oi — /oi/ — «луна»
oɨ — /oɨ/ — «грязь»
ou — /ɑłou/ — «неправильный»

### Согласные
|               |                           |                           | Билабиальные | Лабиодентальные | Дентальные | Альвеолярные | Постальвеолярные | Палатальные | Велярные |
| ------------- | ------------------------- | ------------------------- | ------------ | --------------- | ---------- | ------------ | ---------------- | ----------- | -------- |
| Смычные       | Взрывные                  | Взрывные                  | p, mb        |                 | nd         |              |                  |             | k, ŋg    |
| Смычные       | Аффрикаты                 | Аффрикаты                 |              |                 | ndz        |              |                  |             |          |
| Смычные       | Назальные                 | Назальные                 | m            |                 | ņ          | n            |                  |             | ŋ        |
| Фрикативные   | Фрикативные               | Фрикативные               |              |                 |            | s            |                  |             |          |
| Фрикативные   | Латеральные фрикативные   | Латеральные фрикативные   |              |                 |            | ɬ            |                  |             |          |
| Аппроксиманты | Аппроксиманты             | Аппроксиманты             |              |                 |            |              |                  | j           | w        |
| Аппроксиманты | Латеральные аппроксиманты | Латеральные аппроксиманты |              |                 |            |              |                  |             | L        |

Лабиализованные согласные bʷ, ŋgʷ, tʷ, kʷ, mʷ, стоящие перед /i/, интерпретируются как сочетания согласного и гласного звуков: bu, ŋgu, tu, ku, mu.

### Просодия
В нии ударение свободное, за исключением следующих случаев:
- у глаголов, состоящих из 2 или более слогов, ударение всегда падает на последний слог
- если в глаголе есть показатель отрицания, возникает вторичное ударение (-)
- если последний слог глагола — показатель будущего времени, основное ударение падает на него, а вторичное — на показатель отрицания
- во всех остальных случаях основное ударение падает на показатель отрицания, а вторичное — на конечный слог.

## Морфология

### Глагол
Глаголы делятся на 4 группы, в соответствии с аффиксами, которые они могут присоединять.

#### I класс глаголов
Правила чередований гласных в основе:
| Чередование | Условия чередования | Примеры                                           |
| ----------- | --- | ------------------------------------------------- |
| o → u       | Переход от настоящего к прошедшему и будущему времени                                                                      | no-nd → nu-r («я ем» «я ел»)                      |
| o → w       | Чередование происходит, если глагольный корень состоит из одного гласного о и следующий за ним аффикс начинается на звук ɑ | o-amb → wamb («я приду» — «я готов прийти»)       |
| o → ∅       | Чередование происходит, когда последним звуком глагольного корня является о, а следующий за ним гласный аффикса — ɑ.       | to-amb →tamb («я ударю» — «я готов ударить»)      |
| ɑ → ɛ       | Переход от настоящего к прошедшему или будущему времени                                                                    | ak-nim → ek-rim («он копает» — «он копал»)        |
| ɛ → i       | Наличие отрицательного суффикса                                                                                            | meng-nd → ming-na-nd («он несёт» — «он не несёт») |
| ɑ → i       | Наличие отрицательного суффикса. Гласный ɑ не в начальной позиции                                                          | ka-nd — ki-na-nd («я вижу» — «я не вижу»)         |
| ɑ → ɛ       | Наличие отрицательного суффикса. Гласный ɑ стоит в начальной позиции                                                       | ak-nd — ek-na-nd («я копаю» — «я не копаю»)       |

#### II класс глаголов
Чередование звуков в основе:
| Чередование | Условия чередования | Примеры                                             |
| ----------- | --- | --------------------------------------------------- |
| o → u       | Переход от настоящего к прошедшему или будущему времени                                                                | pol-t — pul-t («я пишу» — «я писал»)                |
| ɑ → ɛ       | Переход к будущему времени или глаголу совершенного вида                                                               | kal-t — kel-s («я готовлю» — «я приготовил»)        |
| ɑ → i       | Ирреалис | kal-t — kiɬ-iɬamb («я готовлю» — «я бы приготовил») |
| ɬ → l       | Последующий дентальный или взрывной велярный согласный в суффиксах прошедшего/будущего времени, отрицательном суффиксе | poɬ-∅ — pul-s («Пиши!» — «я написал»)               |
| ɬ → lt      | Прошедшее время, единственное число                                                                                    | kaɬ-∅ — kal-tum («Сажай!» — «он посадил»)           |

#### III класс глаголов
III класс глаголов имеет всего 1 случай чередования гласных в корне:
ɛ меняется на i при переходе от форм настоящего времени или императива к формам прошедшего/будущего времени.
orpe-∅ — orpi-r («Спи!» — «Я спал»)

#### IV класс глаголов
Глаголы IV класса характеризуются следующими чередованиями в корне:
- o → u

Чередование происходит при переходе от форм настоящего времени или императива к формам прошедшего/будущего времени.
moɬ-up — mul-mbii («я остаюсь» — «я останусь»)
- ɬ → l

Замена одного согласного на другой имеет место при переходе от единственного числа к множественному, когда ɬ стоит перед дентальным или взрывным велярным согласным в прошедшем/будущем времени, а также при наличии в основе глагола отрицательного суффикса.
muɬ-um — mul-njung («он остался» — «они остались»)

#### Аффиксы
В языке нии выделяется 4 вида глагольных аффиксов:
- Показатели отрицания: присоединяются к глагольному корню в первую очередь. Аффиксы совпадают у глаголов I и III, II и IV классов.
- Субъектно-временные аффиксы: присоединяются к глагольному корню во вторую очередь; выражают время, а также лицо и число субъекта.
- Аффиксы, выражающие наклонение глагола: присоединяются после субъектно-временных аффиксов.
- Аффиксы, использующиеся для приветствия: присоединяются к формам 2 лица единственного и двойственного числа, 2 и 3 лица множественного числа, а также к формам императива.

#### Наклонение
В нии различаются 6 видов наклонения:
- индикатив

tang-ind
pick-1SG.PRS
Я выбираю
- ирреалис
- императив

tuɬ-∅
weave mat-2SG.IMP
Плети циновку!
- юссив: косвенное побуждение, более вежливая форма, по сравнению с императивом.
- гортатив: приглашение к действию; возможен только в сочетании с будущим временем; показатель гортатива — суффикс -wa-:

no-amb-wa
eat-1SG.FUT-HORT
Давайте я поем
- ассертив: выражение уверенности; используется при разговоре, чаще всего при ответе на заданный вопрос. Показатель ассертива — суффикс -iɬa-:

pii-nd-iɬa
know-1SG.PRS-AS
Конечно, я знаю!

### Существительное
Существительные подразделяются на 3 категории:
1) Неотчуждаемые существительные (термины родства, части тела)
- термины родства характеризуются вершинным маркированием в посессивных конструкциях:

ar-nim
father-2SG.POSS
Твой отец
Посессивные аффиксы:
| Лицо | Единственное число | Двойственное число | Множественное число |
| ---- | ------------------ | ------------------ | ------------------- |
| 1    | -nan               | -njpiɬ             | -njpin              |
| 2    | -nim               | -njingiɬ           | -njing              |
| 3    | -m                 | -njingiɬ           | -njing              |

- Слова, обозначающие части тела, характеризуются нулевым маркированием:

na kumb
I nose
Мой нос
nim kumb
you nose
Твой нос
2) Промежуточные существительные: съедобные растения и животные, физические состояния, украшения и т. д. В посессивных конструкциях имеют нулевое маркирование.
na owu
I dog
Моя собака
3) Отчуждаемые: названия мест, имена людей и т. д.
Число при существительных не выражается.

### Местоимение
В нии местоимения делятся на 4 группы: личные, указательные, вопросительные и неопределенные.
Личные местоимения:
| 1 | na  | siɬip    | siɬ     | sinim    | sin  |
| 2 | nim | eɬip     | eɬ eɬip | enim     | enim |
| 3 | ei  | eɬip taɬ | eɬ eɬip | enim pei | enim |

### Прилагательное
Прилагательные в нии не могут присоединять аффиксов. Выражение увеличения интенсивности качества происходит путём редупликации:
Owu kuru
dog white
Белая собака
awii awii
big big
Очень большой
kembis kembis
small small
Очень маленький

### Числительное
В нии представлены в основном количественные числительные. Счет от 1 до 10 чаще всего сопровождается загибанием пальцев на руках. Таким образом, отдельными словами выражаются числа 1,2.3,4 и 10, от 5 и далее — комбинацией слов:
|    | Числительное                     | Значение                                          |
| -- | -------------------------------- | ------------------------------------------------- |
| 1  | endeim                           | один                                              |
| 2  | taɬ                              | два                                               |
| 3  | tekliki                          | три                                               |
| 4  | kapiɬ kapiɬ                      | четыре                                            |
| 5  | angiɬ orung                      | «рука с одной стороны»                            |
| 6  | angiɬ orung nga endeim           | «рука с одной стороны и еще один»                 |
| 7  | angiɬ orung nga taɬ              | «рука с одной стороны и еще два»                  |
| 8  | engki pemb taɬ mon               | «десять пальцев — двух нет»                       |
| 9  | engki pemb orung mon             | «десять пальцев — одного (с одной стороны) нет»   |
| 10 | engki                            | десять                                            |
| 11 | engki nga aklamb endeim          | «десять и одни палец ноги»                        |
| 12 | engki nga aklamb taɬ             | «десять и два пальца ноги»                        |
| 13 | engki nga aklamb taɬ nga taɬ ei  | «десять и два плюс два без одного пальца ноги»    |
| 20 | engki taɬ nga pemb taɬ pip tonum | «два десятка — пальцы рук и пальцы на двух ногах» |
| 21 | engki taɬ nga endeim             | «два десятка и еще один»                          |
| 30 | engki tekliki                    | «три десятка»                                     |

В предложениях и словосочетаниях числительное обычно занимает конечную позицию:
owu ping kembis taɬ
dog black small two
Две маленькие черные собаки
Исходная система активно вытесняется числительными английского языка.

### Наречие
Наречия, как и прилагательные, не могут присоединять аффиксов. Усиление интенсивности качества выражается с помощью редупликации:
sikir
quickly
Быстро
sikir sikir
quickly quickly
Очень быстро